# 郭敏清
郭敏清（1946年—）是一位华裔加拿大揚琴演奏家。原籍廣東中山。1960年考入上海音樂學院附中。她曾在上海音乐学院任教。1996年移居加拿大安大略省多伦多。 2007年，为庆祝香港回归十周年，郭敏清與香港中樂團合作演出。